# 쿡시
쿡시(러시아어: кукси, 우즈베크어: kuksi) 또는 국시는 우즈베키스탄을 비롯한 중앙아시아의 고려인 요리이다.

## 만들기
식초와 간장으로 맛을 낸 차가운 맛국물에 소면을 말고, 고명으로 고기, 고수 잎 알고명, 오이, 양배추, 토마토 등을 올려 먹는다.

## 같이 보기
- 마르코프차
- 건진국수